# Ernst Vettori
Ernst Vettori (født 25. juni 1964) er en østrigsk skihopper. Han blev olympisk mester i normalbakke ved Vinter-OL 1992. Han vandt den tysk-østrigske skihopuge i 1985/86 og 1986/87.